# Loxogramme wallichiana
Loxogramme wallichiana là một loài thực vật có mạch trong họ Polypodiaceae. Loài này được (Hook.) M.G. Price miêu tả khoa học đầu tiên năm 1984.